# Conferencia de Arica
La Conferencia de Arica, a veces llamada Conferencia del USS Lackawanna, fue una serie de negociaciones entablada en la ciudad de Arica entre el 22 y el 27 de octubre de 1880 por representantes de los países beligerantes en la Guerra del Pacífico, Chile y los aliados Bolivia y Perú, con el fin de finalizar la guerra. La conferencia de tres sesiones a bordo del buque de guerra estadounidense USS Lackawanna fue impulsada por la gestión de los representantes de los Estados Unidos en la región, quienes, además de terminar con el derramamiento de sangre, temían que las pérdidas ocasionadas por las acciones bélicas al comercio y a las propiedades de ciudadanos de países neutrales podrían inducir una intervención europea en el hemisferio, contraria a su doctrina Monroe.: 57 
La conferencia tuvo lugar durante la presidencia de Aníbal Pinto en Chile. Tras sendos golpes de estado, en Bolivia y Perú habían asumido durante la guerra Narciso Campero y Nicolás de Piérola, respectivamente.
Bolivia y Perú, militarmente indefensos tras las continuas derrotas, buscaban evitar la cesión de territorios y preferían un arbitraje de los Estados Unidos. Chile buscaba obtener una paz duradera que consolidara sus triunfos militares y exigió la cesión de Antofagasta y Tarapacá, compensaciones en dinero y la desmilitarización de Arica. Los aliados Bolivia y Perú se negaron a aceptar las condiciones de paz chilenas y las negociaciones fracasaron. Los historiadores culpan del fracaso a la ineptitud y la inconsistencia de la diplomacia estadounidense, entre otros, por haber inducido a los aliados a creer que los Estados Unidos impedirían una cesión territorial como Chile exigía.: 60–61 
Tras las fallidas negociaciones, la guerra continuó hasta 1883, cuando finalmente, tras enormes pérdidas humanas y materiales, con el tratado de Ancón (1883) y posteriormente con el tratado de Lima (1929), Perú debió ceder más territorios que los que negó en la conferencia. Bolivia, tras la firma del pacto de Tregua (1884) y del tratado de 1904, perdió Antofagasta y su salida al mar. En 1910 Bolivia sugirió a Perú entregarle Tacna y Arica para obtener una salida al mar; Perú rechazó la sugerencia.

## Contexto
Si bien es cierto que a comienzos de 1879 el detonante de la guerra fue el incumplimiento de solo un artículo transitorio (válido hasta 1889) del tratado de límites entre Bolivia y Chile de 1874 y que hasta entonces ambos países concordaban en que el paralelo 24°S era la frontera común, la violación del tratado sacó a la luz una serie de intereses contradictorios y hechos que condujeron inevitablemente a la guerra. Los tres países tenían intereses económicos en la zona: Perú deseaba controlar el monopolio internacional del salitre (el del guano ya lo tenía), empresarios chilenos tenían grandes capitales invertidos en Tarapacá y Antofagasta, trabajadores chilenos poblaban la zona, y Bolivia deseaba obtener mayores ganancias del salitre extraído de su suelo. Bolivia y Perú se habían aliado por medio de un pacto secreto y habían invitado a Argentina «para reducir a Chile al límite que quería sobrepasar», como lo expresó un periodista del periódico La Patria de Lima.
Con el comienzo de las hostilidades y la consiguiente pérdida de vidas humanas y los enormes costos materiales, una vuelta al in statu quo ante era cada vez más difícil.
Ya en 1879 los Estados Unidos habían fracasado en un intento de mediación,: 58  así como los intentos de Brasil, Colombia y Ecuador.: 112 
Las acciones bélicas ya libradas hasta el momento sobre Antofagasta, Tarapacá y Tacna y Arica, expusieron pronto las debilidades materiales y organizativas de los aliados, que condujeron a la ocupación chilena de esas provincias.: 114  Tras la batalla de Arica, el 7 de junio de 1880, los ejércitos profesionales de Bolivia y Perú fueron desbandados. Bolivia no tenía hacienda ni organización para continuar la guerra y su contribución al Perú fue solo esporádica y menor. Con el aumento de los costos humanos y materiales de la guerra y sus sucesivas victorias, aumentaban también las exigencias de Chile.
Una corriente de opinión en Chile exigía al gobierno la ocupación de Lima como la única opción real de terminar la guerra. Para quitar argumentos a una escalada de la guerra, Aníbal Pinto ordenó casi paralelamente a la conferencia la expedición al norte del Perú, realizada entre el 4 de septiembre y el 1 de noviembre, destinada a enviar una fuerte señal al gobierno peruano sobre las consecuencias que tendría para todo Perú la continuación de la guerra y demostrar a la opinión pública chilena que el gobierno no estaba inactivo. Esperaba el gobierno que las operaciones ejecutadas en el norte peruano harían innecesaria una invasión a Lima.
Asimismo, el gobierno chileno desarrollaba la «política boliviana» con el fin de aislar a Perú de Bolivia mediante la oferta de los territorios de Tacna y Arica a Bolivia, una región que le favorecía más que la pérdida pues era la salida natural al Pacífico del centro de Bolivia. De hecho, antes de la conferencia, el representante chileno Eusebio Lillo y el boliviano Mariano Baptista se entrevistaron en Tacna. Baptista lamentó que Campero, el presidente de Bolivia, no hubiese rescindido el tratado con Perú e incluso se bosquejó un tratado de alianza entre Chile y Bolivia, en que este último recibiría territorios peruanos.

## Objetivos de los participantes

### Estados Unidos de América

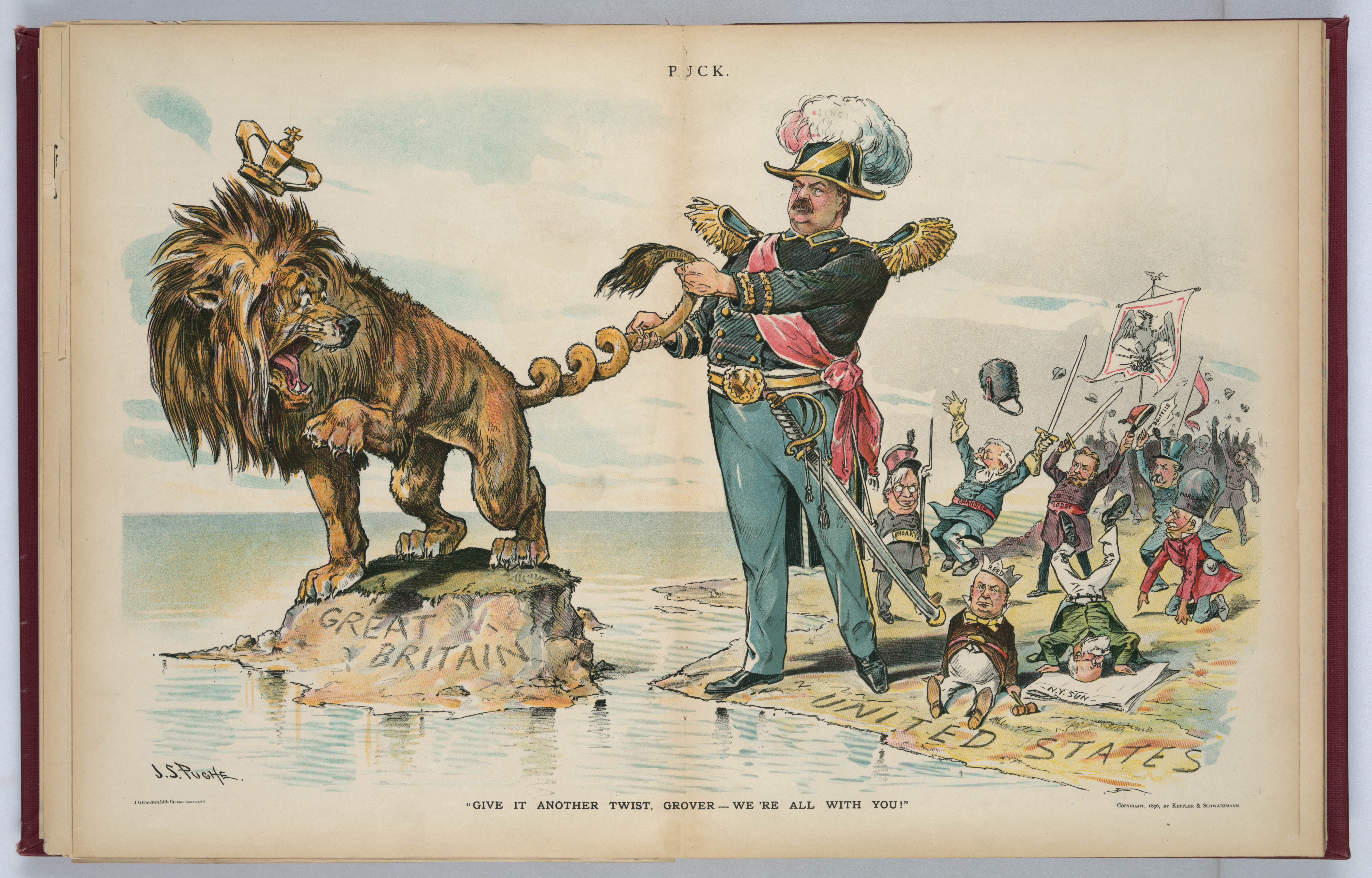
El presidente estadounidense Grover Cleveland retuerce la cola del león británico. A fines del, ambas potencias competían por los mercados latinoamericanos, hasta entonces en manos británicas.

Los Estados Unidos no eran beligerantes y su comercio en la región era menor, pero su gobierno gestionó la conferencia porque veía la guerra como un factor de desestabilización e injerencia foránea en el hemisferio que su doctrina Monroe había definido como de exclusiva incumbencia «americana», es decir, excluido cualquier tipo de intervención europea. En Europa, los gobiernos centrales se preocupaban por las pérdidas causadas a los negocios y propiedades de sus connacionales, también por el incierto pago de las deudas peruanas que habían sido garantizadas con los depósitos de guano y salitre ocupados por Chile. Los estadounidenses temían una intervención diplomática británica. Más importante aún, los Estados Unidos deseaban convertir la zona en un mercado para su ya no tan incipiente producción industrial y para ello debían competir con el Reino Unido, la potencia comercial dominante en la región. En los Estados Unidos el tema de la competencia con Gran Bretaña era causa de discusiones.: 118 
Sin embargo, la política exterior estadounidense no había aclarado cómo y hasta dónde deseaba intervenir y si sus temores a una intervención británica tenían fundamentos. Al comienzo de la guerra, en 1879, el presidente de los Estados Unidos era Rutherford B. Hayes, desde el 4 de marzo de 1877 hasta el 4 de marzo de 1881, quien con su secretario de estado William M. Evarts habían advertido a los europeos que ni siquiera una intervención diplomática sería permitida por los Estados Unidos, pero no dio grandes impulsos a la diplomacia para terminar la guerra.
Fue el temor a una mediación europea forzada lo que movió a Evarts a instruir a sus representantes en la zona de guerra a mediar en el conflicto.: 59  Sin embargo, Gran Bretaña nunca tuvo intenciones de intervenir en la guerra, aunque si efectuó reclamaciones por la destrucción causada por los chilenos a propiedades de súbditos británicos. Cuando el primer ministro británico William Gladstone consultó a Evarts sobre una posible mediación conjunta, Evarts la rechazo y Gladstone desistió de continuar contra la voluntad de los Estados Unidos.: 59 
Siguiendo las instrucciones de Evarts, los representantes estadounidenses realizaron consultas oficiales y personales a los gobiernos pero también a los representantes europeos para buscar exigencias y concordancias entre los gobiernos en guerra. Pronto quedó claro que habían desacuerdos insalvables en el conflicto; el mayor de ellos era la provincia peruana de Tarapacá, ocupada por Chile pero que Perú se negaba a ceder. Con el fin de llevar a los beligerantes a la mesa de negociaciones y sin medir las consecuencias, Charles Adams, ministro plenipotenciario de los Estados Unidos en Bolivia, aseguró a los gobiernos boliviano y peruano que su país impondría a Chile una paz favorable a los aliados si no se lograba un acuerdo, y al gobierno chileno le aseguró que los peruanos tenían una posición muy flexible en cuanto a la cesión de territorios.: 59–60 
En las negociaciones, los Estados Unidos estuvieron representados por los tres ministros plenipotenciarios en los países beligerantes en aquel momento: Thomas Osborn era el ministro plenipotenciario estadounidense en Chile, Isaac P. Christiancy en Perú y Charles Adams en Bolivia. El secretario e intérprete de los mediadores fue Carlos S. Rand.

### Chile

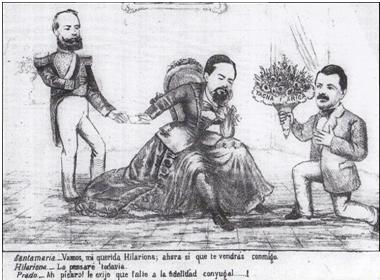
La «política boliviana» de Chile consistía en atraer a Bolivia y deshacer la alianza de Perú y Bolivia. La caricatura, publicada por El Barbero en Santiago de Chile el 18 de octubre de 1879, muestra a Hilarión Daza, dictador boliviano hasta la ocupación chilena de Tarapacá, caracterizado como una mujer, siendo cortejada por el jefe de gabinete chileno, Domingo Santa María, con un ramo de flores donde se leen los nombres de Tacna y Arica. Por otra parte, el presidente peruano Mariano Ignacio Prado recibe un sobre de manos de Daza, por el cual se impone de las intenciones chilenas, a la par que interpela a Santa María por incitar a la infidelidad de la nación del altiplano.

El gobierno chileno no estaba dispuesto a devolver Antofagasta a Bolivia tras la violación del tratado de 1874 ni a aceptar la promesas peruanas de indemnizaciones conociendo la catastrófica situación financiera de Bolivia y Perú, más aún de países que se habían aliado secretamente en su contra. También aducía que Antofagasta estaba poblada por chilenos, que la habían levantado económicamente de un desierto y que devolverlos a la soberanía boliviana después de la guerra sería solo la continuación y el aumento de las injusticias anteriores.
Por esas razones el gobierno de Chile exigía compensación por los gastos y sacrificios hechos más una garantía de que en un largo tiempo no sería llevado a otra guerra por los mismos países, lo que llevaba a las siguientes exigencias:
1. Cesión de Tarapacá y Antofagasta
2. Pago por parte de los aliados a Chile de 20 000 000 de pesos
3. Devolución de las propiedades confiscadas a chilenos en Bolivia y Perú
4. Devolución del transporte Rímac
5. Abrogación del tratado secreto de 1873, dejando también sin efecto las gestiones para procurar una confederación entre los aliados
6. Retención de Moquegua, Tacna y Arica como prenda hasta el cumplimiento de las condiciones anteriores
7. Posterior desmilitarización permanente de Arica y limitado para uso comercial

Los representantes chilenos en la conferencia fueron Eusebio Lillo, José Francisco Vergara y Eulogio Altamirano Aracena. Su secretario fue Domingo Gana Cruz.

### Aliados
Los aliados no habían sido capaces de detener el avance militar chileno en la guerra e internamente los gobernantes con que había comenzado la guerra habían sido depuestos. En Perú había oposición pero no una alternativa de gobierno. 
En Bolivia había miembros del gobierno que preferían terminar la alianza con el Perú y aceptar la oferta chilena de Tacna y Arica —Basadre les llama «practicistas», y nombra entre ellos a Mariano Baptista, Crisóstomo Carrillo y Aniceto Arce—, pero la diplomacia peruana en Bolivia los neutralizó e incluso se aprobó en ambos países una ley que formaba los «Estados Unidos de Perú y Bolivia» con grandes esperanzas. Ningún gobierno boliviano durante la guerra aceptó esa Realpolitik secretamente propuesta por Chile.
Hubo una estrategia común entre los aliados que consistió en hacer fracasar las negociaciones para dar paso a un arbitraje estadounidense que impondría a Chile aceptar una indemnización sin cesión de territorios. Tanto Jorge Basadre como Gonzalo Bulnes coinciden en que Piérola rechazó la cesión de territorios y el pago de indemnizaciones a Chile y solicitó el arbitraje estadounidense. Gonzalo Bulnes sostiene que Piérola también exigió una indemnización al Perú y la devolución del monitor blindado Huáscar y de la cañonera Pilcomayo.
Las instrucciones de Piérola a sus representantes fueron tajantes: en caso de que Chile no aceptase la desocupación de los territorios o que formulase cualquier otra exijencia: la de pago de los gastos de guerra, por ejemplo, cualquiera que fuese su monto, la declararán inaceptable y propondrán como medio de solucionar el problema, el sometimiento de aquel al arbitraje del gobierno de los Estados Unidos de la América de Norte.
Los representantes peruanos en la conferencia fueron Antonio Arenas Merino, Aurelio García y García y su secretario fue M. N. Valcárcel, y los bolivianos Mariano Baptista y Crisóstomo Carrillo con su secretario J. Avelino Aramayo.

## Sesiones de la conferencia

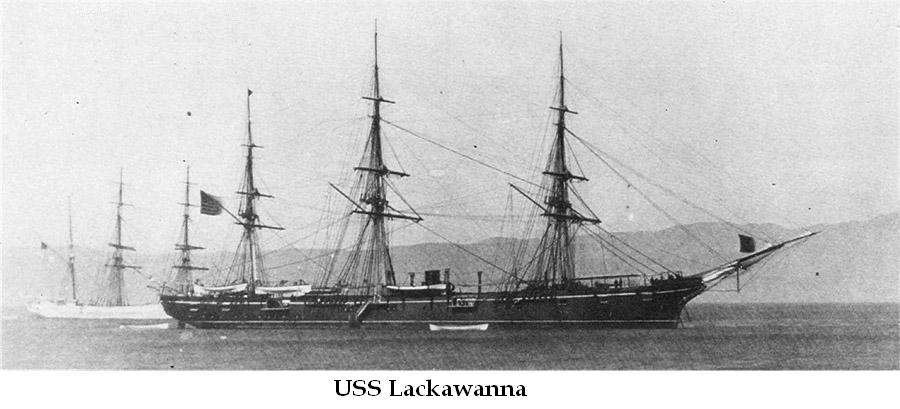
La corbeta USS Lackawanna, el barco de guerra estadounidense a bordo del cual se realizó la conferencia.

La conferencia se realizó en tres sesiones presididas por Thomas Osborn a bordo del buque de guerra estadounidense anclado frente a Arica.
22 de octubre
Thomas Osborn abrió la conferencia y reafirmó el deseo estadounidense de obtener una paz honorable y duradera para todos. A continuación presentó las reales condiciones bajo las cuales los Estados Unidos gestionaban la reunión: :«las bases bajo las cuales pueda celebrarse la paz son materia de la competencia esclusiva de los plenipotenciarios». Con ello, Osborn descartaba cualquier arbitraje estadounidense en el asunto. Luego se presentaron e intercambiaron las credenciales, tras lo cual cada delegación brevemente confirmó su esperanza de un término exitoso de las negociaciones. 
En la primera sesión, el representante chileno Altamirano presentó las condiciones que exigía Chile para la firma de la paz. 
25 de octubre
El representante peruano Arenas argumentó con razones de derecho, justicia y hermandad americana que si Chile exigía indemnizaciones, las negociaciones podían considerarse fracasadas. El enviado chileno Altamirano las exiguió como garantías de paz y compensación por los costos de la guerra.
Baptista reconoció que Chile tenía el derecho a indemnización pero solo monetaria. Llegado el momento, los enviados peruanos propusieron el arbitraje estadounidense, como se les había instruido en Lima. Los negociadores chilenos rechazaron inmediatamente tal propuesta. El enviado boliviano Carrillo recordó a los mediadores estadounidenses que la presencia boliviana en la conferencia era por la promesa estadounidense de arbitrar en el asunto. Osborn repitió que Estados Unidos no deseaba arbitrar en el conflicto.
27 de octubre
Tras la evidente incompatibilidad de las condiciones de paz, no hubo negociaciones y fue solo de despedida.

## Consecuencias

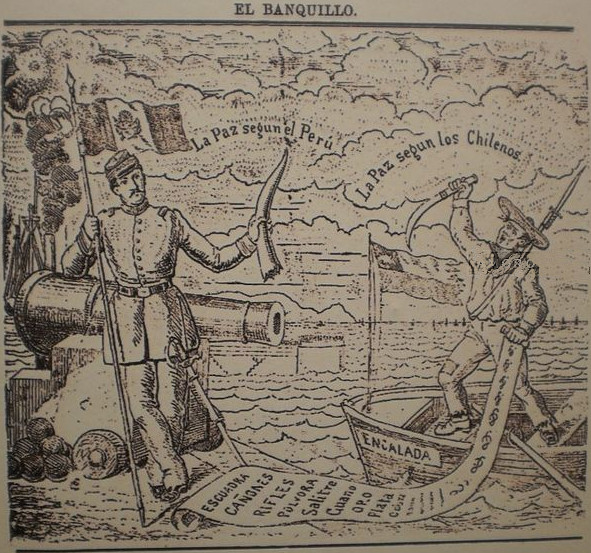
Caricatura publicada por la revista peruana El Banquillo, año I, número 9, pág. 68, el 12 de junio de 1880. Titulada "La paz según el Perú – La paz según los chilenos", el soldado peruano y el chileno son representados en forma muy diferente en cuanto a talla, vestimenta, carácter y su armamento.

Tras el fracaso de las negociaciones, los beligerantes culparon a la parte contraria y los aliados solicitaron una intervención argentina para tutelar sus derechos. Argentina solicitó entonces el apoyo brasileño para buscar la paz a razón de que: «La prosecución de la guerra [...] puede llegar a comprometer principios que deben resguardarse como bases de la buena inteligencia y del reposo continental». Sin embargo, Brasil no mostró interés en inmiscuirse.
Entre los representantes estadounidenses se suscitó una disputa sobre las causas del fracaso. Adams y Christiancy culparon, además de una presunta interferencia británica, francesa e italiana a su colega Osborn por haber negado un arbitraje estadounidense. Osborn respondió que todos los presentes en la conferencia sabían que Chile consideraba Tarapacá y Antofagasta intransables y que no estaba dispuesto a someterlas a arbitraje por lo que la petición no tenía sentido y Evarts lo respaldó comunicándoles que los Estados Unidos no deseaban imponer un arbitraje.
Los historiadores han dado una sentencia unánime y lapidaria sobre la diplomacia estadounidense durante la guerra. Sus diplomáticos eran mal pagados, inexpertos, mal instruidos y, tras un tiempo en sus funciones, asumían los intereses de los gobiernos anfitriones. Mellington finaliza su estudio sobre la diplomacia estadounidense durante la guerra de la siguiente forma:: 143 

If the American State Department had laid down a more realistic policy at the outset, if it had pursued this program with firmness and tact, and if it had possessed in its diplomatic officers in Western South America men of ability, energy, and skill, it may have done much to shorten the war, and to arrange an equitable peace.
Si el Departamento de Estado estadounidense hubiese proyectado al comienzo una política realista, si la hubiese seguido firmemente y con tacto, y si hubiese tenido en su servicio diplomáticos capaces, enérgicos y hábiles podría haber hecho mucho para acortar la guerra y conseguir una paz justa.
Mellington, American Diplomacy during the War of the Pacific.

Campero y Piérola no asumieron sus derrotas militares y, quizás deslumbrados por las infaustas sugerencias de pequeños funcionarios estadounidenses, eligieron continuar la guerra que llevó a Perú no solo a la pérdida de más territorio, sino a la guerra civil peruana de 1884-1885. El historiador boliviano Querejazu, llama a la persistencia boliviana de permanecer con Perú incluso en la derrota y a costa de despreciar una salida al mar propia y directa, además de heroica y generosa, «una aberración boliviana [que] parecía obedecer a un complejo atávico de fusión, madurado a través de siglos [...] combinado con un complejo de gratitud provocado por la cándida aceptación del infundio de que el Perú ingresó a la guerra nada más que por ayudar a Bolivia».
El 17 de enero de 1881, las tropas chilenas ocuparon Lima, pero la guerra continuó hasta la firma del tratado de Ancón (1883).